# 大興郡
大興郡（：／ Taehŭng gun */?）是朝鮮民主主義人民共和國平安南道東北部的一個郡，東鄰咸鏡南道，東北鄰慈江道。面積1,232.6平方公里，2008年人口32,915人。下分1邑、1勞動者區、16里。

## 地理
東為狼林山脈，北為妙香山脈，南為北大峰山脈。全郡最點海拔2,186公尺的狼林山也是全道最高峰。大同江發源於本郡東北，自北向南轉西南流出本郡。

## 歷史
1952年自寧遠郡設郡，1954至1972年屬咸鏡南道。